# Sceau confédéré

Sceau des États confédérés d'Amérique (1863-1865).

Le sceau des États confédérés d'Amérique met en évidence George Washington à cheval, dans la même position qu'une statue le représentant dans la ville de Richmond (Virginie). Washington est entouré par une couronne composée des principaux produits agricoles des États confédérés d'Amérique, dont le blé, le maïs, le tabac, le coton, le riz et la canne à sucre. Sur la bordure du sceau sont inscrits les mots : The Confederate States of America: 22 February 1862 (« Les États confédérés d'Amérique : 22 février 1862 ») et la devise nationale : Deo Vindice (« au-dessous de Dieu, notre vindicateur » ou « avec Dieu comme [notre] champion »). La date sur le sceau représente l'élection de Jefferson Davis après la première et dernière élection générale, qui est aussi l'anniversaire de George Washington.
Le sceau a été conçu en 1863, peu de temps avant la fin de la Confédération.